# Psorothamnus
Psorothamnus es un género de plantas  perteneciente a la familia Fabaceae. Comprende 16 especies descritas y de estas, solo 10 aceptadas.

## Taxonomía
El género fue descrito por Per Axel Rydberg y publicado en North American Flora 24(1): 45–46. 1919.

## Especies
- Psorothamnus arborescens
- Psorothamnus emoryi
- Psorothamnus fremontii
- Psorothamnus kingii -
- Psorothamnus polydenius
- Psorothamnus schottii
- Psorothamnus scoparius
- Psorothamnus spinosus
- Psorothamnus thompsoniae